# Volksrepubliek Zanzibar en Pemba
De Volksrepubliek Zanzibar en Pemba bestond tussen 12 januari en 26 april 1964 kortstondig als onafhankelijke staat. Zowel Zanzibar als Pemba zijn eilanden voor de kust van Tanzania waar ze nu samen deel van uitmaken.

## Geschiedenis
Na een lange koloniale periode onder Portugal, Oman en het Verenigd Koninkrijk werd Zanzibar op 10 december 1963 onafhankelijk van die laatste als het onafhankelijke Sultanaat Zanzibar.
Op 12 januari 1964 werden de democratisch verkozen regering en de sultan omvergeworpen in een staatsgreep geleid door John Okello, een Oegandees. Hij creëerde de Volksrepubliek Zanzibar en Pemba die al snel een eenpartijstaat werd.
Op 26 april 1964 verenigde Zanzibar zich met de Republiek Tanganyika op het Afrikaanse vasteland. Samen vormden ze de Verenigde Republiek Tanganyika en Zanzibar. In oktober werd de naam ingekort tot Verenigde Republiek Tanzania. Zanzibar geniet nog steeds een grote autonomie binnen dit land.